# Рали рейд
Рали рейд (на английски: Rallye Raid) е вид многодневно автомобилно рали. За разлика от традиционните ралита, които се провеждат на обществени или частни пътища, този вид ралита се провеждат офроуд – в пустини и други пресечени местности.
В рали рейд участват както автомобили (предимно джипове и бъгита), така и мотоциклети и камиони.
Най-известното такова рали е Рали Дакар. Други реномирани състезания са Рали Фараон в Египет, Орпи Мароко, Австралийско сафари и Дезерт Челъндж в ОАЕ.
Някои от етапите на тези ралита са изключително дълги (стигат до над 800 км). Това и трудните за шофиране и навигиране местности изискват не само голяма издръжливост на състезателите (и на машините им), но и концентрация, отлични шофьорски, навигаторски и технически умения.